# 量子収率
光化学反応を起こした原子または分子の個数mと、吸収された光子の個数nとの比m/nを、量子収率(または量子収量)という。なお蛍光・リン光や光電子放出の場合には、放出された光子や光電子の個数をmとして、m/nを量子収率という。量子収率は照射光の波長にも依るが、特に反応の種類・条件に著しく左右される。
この量を問題にするときは、光吸収の初期段階とそれに続く反応過程とをはっきり区別する必要がある。なぜなら光によって活性化された分子が必ず反応に関与するとは限らないし、また逆に光を吸収していない分子が反応を起こすこともあるからである。したがって量子収率の値が１になることは滅多に無く、通常はそれ以下である。しかし活性化された分子が連鎖反応を引き起こすような場合には、その値が１に比べて著しく大きくなる。例えばH2とCl2の光化学反応の場合には量子収率が106にも達する。
蛍光光度計に関する例として、蛍光強度{\displaystyle F}は、溶液中の蛍光物質の濃度{\displaystyle c}(mol/L)、励起光の波長における蛍光性物質のモル吸光係数{\displaystyle \varepsilon }、量子収率{\displaystyle \phi }、セルの層長{\displaystyle l}(cm)を用いて
{\displaystyle F=kI_{0}\phi \varepsilon cl}
と表される。ただし{\displaystyle k}は比例定数。